# Hydromys ziegleri
Chuột nước Ziegler (Danh pháp khoa học: Hydromys ziegleri) là loài gặm nhất thuộc họ chuột (Muridae) được phát hiện vào giữa những năm 2000, đây là một loài động vật gặm nhấm ở vùng núi Papua New Guinea, là một trong số những động vật ít được biết đến. 

## Phát hiện
Loài chuột này đã được phát hiện vào năm 2005 bởi K. Helgen và sau đó được đánh giá bởi Helgen, và A. Allison vào năm 2008 để xác định là loài. Những con chuột nước được đặt tên để tôn vinh bác sĩ Alan C. Ziegler người đã chết từ Bảo tàng Giám mục. Nó đã được đánh giá là thiếu dữ liệu cho các mục đích của IUCN vì không biết rõ về phạm vi, mối đe dọa và số lượng quần thể động vật. Chỉ có hai mẫu vật đã từng được ghi lại bởi các nhà khoa học. Số phận những con chuột nước có thể bị đe doạ bởi việc khai thác gỗ trong môi trường rừng của nó. Người ta cũng tin rằng nó có thể sống ở các sườn núi phía bắc 

## Tập tính
Loài chuột này sống ở cả hệ thống nước mặt và nước ngọt. Các khu rừng này bao gồm rừng, rừng ẩm vùng đất thấp nhiệt đới hoặc cận nhiệt đới, đất thấp nhiệt đới hoặc cận nhiệt đới. Con vật này chỉ được ghi nhận ở Bainyik, nằm trên sườn phía nam của ngọn núi Princess Alexandra ở độ cao 200 mét (650 feet). Con chuột đã được tìm thấy sống trong các dòng sông và sông ngòi ở các khu rừng nhiệt đới thấp nhiệt đới nhưng nó cũng có thể sống ở các độ cao lớn hơn.